# Kolhapur (stad)
Kolhapur (Marathi: कोल्हापूर) is een Indiase stad in de westelijke deelstaat Maharashtra en is de hoofdstad van het gelijknamige district. De dichtstbijzijnde plaatsen zijn Ichalkaranji (20 km), Kagal (17 km), Sangli (50 km) en Miraj (45 km). Verder ligt het 228 km ten zuiden van Pune, 615 km ten noordwesten van Bangalore en  530 km ten westen van Haiderabad.
Kolhapur ligt in het hoogland van Dekan, aan de rivier Panchganga. In 2001 had de stad 493.167 inwoners.

## Cultuur
De inwoners van Kolhapur spreken net zoals de meesten in Maharashtra het Marathi. Verder kent Kolhapur een van hoogste inkomenscijfers per hoofd van de bevolking van heel India. De handel is vooral gebaseerd op handelsgewassen als suikerriet, maar tevens is de metaalindustrie een belangrijke handselstak. Verder zijn er in het verleden vele films opgenomen in de stad.